# Papa Giovanni XXII
Giovanni XXII, nato Jacques-Arnaud Duèze o d'Euse (Cahors, 1244 circa – Avignone, 4 dicembre 1334), è stato il 196º papa della Chiesa cattolica dal 7 agosto 1316 alla morte. Al suo pontificato si devono l'introduzione della processione del Corpus Domini e della Solennità della Santissima Trinità (1334).

## Biografia

### Carriera ecclesiastica
Era figlio di un ricco borghese, Arnaud Duèze, signore di Saint-Felix-en-Quercy, e della sua consorte Elena di Bérail.
La sua formazione ebbe inizio a Cahors, poi all'Università di Montpellier, addottorandosi infine in utroque iure all'Università di Orléans. Ricoprì numerose cariche ecclesiastiche fino a giungere all'episcopato nel 1300 allorché venne nominato vescovo di Fréjus. Dieci anni dopo divenne vescovo di Avignone, carica che mantenne fino a che venne nominato vescovo di Porto e Santa Rufina.
Il 23 dicembre 1312 papa Clemente V lo nominò cardinale, assegnandogli il titolo di Cardinale presbitero di San Vitale. Lasciò questo titolo nel 1313 per quello di Cardinale vescovo di Porto e Santa Rufina. Eletto papa, lasciò il titolo riprendendo la carica di Arcivescovo di Avignone, lasciata vacante dal nipote Jean defunto, insieme con quella di papa.

### L'elezione al Soglio
Papa Clemente V si era spento il 20 aprile 1314. Qualche giorno dopo, il 1º maggio, ventitré cardinali si riunivano in conclave nel palazzo vescovile di Carpentras, dove il defunto pontefice aveva trasferito la sua sede poco prima di morire. Dal conclave erano emerse tre correnti opposte tra di loro: quella dei guasconi, quella degli italiani e infine quella dei francesi (gli italiani erano solo 6 su 23). Nessuna candidatura era riuscita a raccogliere l'adesione unanime, si giunse così a una situazione di blocco. La situazione era drammatica al punto che a luglio 1314 Bertrand de Got, nipote del defunto pontefice, fece irruzione con i suoi scherani guasconi nel palazzo papale dove si era riunita l'assemblea dei cardinali e ne cacciò i cardinali italiani, determinando la sospensione dell'elezione. A nulla erano inoltre valsi gli appelli provenienti dal mondo della cultura, fra i quali quello di Dante Alighieri, che esortava i cardinali a operare per la Chiesa, sposa di Cristo, e per Roma. Dopo due anni Filippo V di Francia riuscì infine a organizzare un conclave di ventitré cardinali a Lione. Ne uscì papa Jacques Duèze, che venne eletto il 7 agosto 1316 e incoronato a Lione con il nome di Giovanni XXII il 25 settembre successivo. Il nuovo pontefice stabilì la sua residenza ad Avignone, come il suo predecessore.

### Pontificato
Fu un papa molto anziano per l'epoca, essendo stato eletto all'età di 72 anni.

#### Governo dello Stato Pontificio
La sua amministrazione fu caratterizzata prevalentemente da politiche economiche, tanto da attribuirgli l'appellativo di "Papa banchiere". Giovanni XXII ereditò una situazione finanziaria della Santa Sede piuttosto malconcia a causa della trascuratezza della gestione del suo predecessore, e di conseguenza si adoperò per curare l'efficienza dell'amministrazione. Impose il divieto di godere più di due benefici, ma ne aumentò molto il numero, istituendo anche la prassi della concessione diretta. Modificò il sistema fiscale, imponendo il versamento delle rendite dei benefici minori alla Santa Sede per i primi tre anni e impose nuovi tributi.
Costituisce un falso storico la notizia che egli abbia redatto o applicato il libro Tasse della cancelleria apostolica e della sacra penitenzieria, in cui erano elencate le somme da pagare per avere l'assoluzione dal relativo peccato, comprendente l'omicidio (anche di bambini) e lo stupro (anche di vergini). In realtà il testo - ormai riconosciuto come un falso storico - sarebbe stato elaborato durante il pontificato di papa Leone X.
Fu anche un amante dell'arte e chiamò ad Avignone artisti allora rinomati; per la sua concezione di Chiesa ricca fece rappresentare Cristo in Croce sempre con un sacchetto di monete al fianco per dimostrare che anche in questo Gesù sarebbe potuto essere superiore.
Intervenne direttamente anche sulla politica della penisola italiana. Infatti, quando nel 1317, Federico I conte di Montefeltro guidò la grande sollevazione ghibellina in Italia centrale, con lo scopo di sottrarre una serie di città al controllo della Chiesa, il Papa chiamò il guelfo più ligio e fedele di allora, Cante Gabrielli, ponendolo alla guida delle milizie guelfe federate sotto le insegne pontificie, con il titolo di Capitano generale della Lega guelfa. Durante questo incarico, Cante Gabrielli riconquistò per il Papa tutte le città e le terre precedentemente occupate dai ghibellini.

#### Governo della Chiesa
Al suo pontificato si deve l'introduzione della processione del Corpus Domini e della festa della Santissima Trinità, la prescrizione della recita dell'Angelus ogni giorno, al tramonto, in onore della Vergine. Il 18 luglio 1323 canonizzò san Tommaso d'Aquino, che due secoli più tardi nel 1567 sarà proclamato Dottore della Chiesa da papa Pio V. 

Giovanni XXII istituì il tribunale della Sacra Rota (così chiamato dal tavolo rotondo a cui sedevano i giudici incaricati dei processi), osteggiò le comunità miste come quelle degli Umiliati in cui lo stesso edificio ospitava sia la comunità maschile sia quella femminile.
Con la sua bolla Quoniam nulla, del 25 ottobre 1317, rinnovò la promulgazione delle Clementinae, parte terza del Corpus Iuris Canonici, dovuta al suo predecessore papa Clemente V. Con la bolla Super illius specula (1326), estese il concetto di eresia anche alle pratiche di stregoneria e alla magia, affidandone la repressione agli inquisitori. Di poco successiva fu un'altra bolla, Spondent quas non exhibent, con la quale minacciò di scomunica gli alchimisti, che «promettono cose che non possono mantenere».
Promosse inoltre le attività missionarie in Medio Oriente e in Asia, erigendo diverse diocesi con l'appoggio dei missionari francescani e domenicani. Tra le diverse diocesi istituite si ricordano in particolare: l'arcidiocesi di Soltaniyeh in Persia; l'arcidiocesi di Saraj nel Khanato dell'Orda d'Oro; la diocesi di Quilon in India, senza dimenticare il rafforzamento della missione in Cina, dove il suo predecessore aveva eretto l'arcidiocesi di Khanbaliq.
In seguito della definitiva sconfitta dei cristiani contro i musulmani nelle Crociate, concesse ai frati minori della Custodia di Terra Santa di inviare due frati dell'Ordine nei luoghi santi, ogni anno, tra il 1322 e il 1327.
Secondo Giovanni Villani lasciò dopo la sua morte un enorme tesoro:
(Nuova Chronica, Libro XII, Capitolo XX)

#### Relazioni con l'Ordine francescano
Il capitolo francescano, riunitosi a Perugia nel 1323 emise una circolare a tutti i confratelli, dichiarando ortodossa la teoria che sosteneva l'assoluta povertà di Cristo e dei suoi apostoli. La teoria era già stata bollata come eretica dall'Inquisizione e con questa lettera il ministro generale dell'Ordine francescano, Michele da Cesena, rimetteva in discussione tale presa di posizione. Giovanni XXII reagì quindi con due provvedimenti: abrogò quanto indicato da papa Niccolò III nella bolla Exiit qui seminat del 1279, secondo la quale i Francescani non possedevano nulla né come singoli, né come conventi, né come Ordine, ma era la Santa Sede a detenere la proprietà di tutti i loro beni che poi venivano gestiti per mezzo di procuratori e il 12 novembre 1323 condannò come eretica la tesi espressa a Perugia con la lettera circolare del Capitolo francescano.
La cosa creò grande scandalo nel mondo francescano che divenne ostile al pontefice, ma nel 1325 la maggioranza del medesimo si era già allineata all'obbedienza al papa e solo una minoranza molto attiva continuò la battaglia.
Michele da Cesena venne convocato ad Avignone nel 1327. Il 22 maggio 1328 venne rieletto dai francescani alla carica di ministro generale. Papa Giovanni XXII gli impose una residenza forzata ad Avignone, ma nella notte tra il 26 e il 27 maggio Michele fuggì dalla città con un piccolo gruppo di frati, tra i quali il filosofo e teologo Guglielmo di Ockham e il canonista Bonagrazia da Bergamo, rifugiandosi presso l'imperatore Ludovico il Bavaro, accampato nei pressi di Pisa.
Giovanni XXII depose Michele dal suo ruolo di ministro generale con la lettera bollata Cum Michaël de Caesena del 28 maggio 1328 e il successivo 6 giugno, con la lettera bollata Dudum ad nostri, Michele, Bonagrazia e Guglielmo vennero scomunicati, condanna che venne successivamente rinnovata (Bolla Quia vir reprobus Michaël de Caesena).

#### Lo scontro con l'imperatore e con un antipapa
Alla morte di Enrico VII nell'estate del 1313 i principi tedeschi si divisero in due schieramenti: uno a favore di Federico I d'Asburgo, duca d'Austria e di Stiria, e l'altro a favore di Ludovico il Bavaro, duca di Baviera. Nell'ottobre del 1314 i principi si espressero in favore di Ludovico. Papa Giovanni XXII invitò i due contendenti a risolvere pacificamente la disputa, ma di fronte al loro rifiuto confermò la nomina del francese Roberto d'Angiò a Vicario pontificio in Italia, già effettuata dal suo predecessore. Seguirono anni di duri scontri fra i contendenti ma Ludovico ebbe infine la meglio su Federico sconfiggendolo, e facendolo prigioniero, a Mühldorf nel 1322. Divenuto definitivamente imperatore, Ludovico cominciò a interessarsi all'Italia e nominò un suo Vicario generale, che naturalmente non era Roberto d'Angiò e allora Giovanni XXII, nel 1324 scomunicò Ludovico per esercizio di autorità contro la volontà pontificia.
Incominciò uno scontro diretto tra le due alte autorità. Ludovico considerò opportuno appoggiare la fronda francescana contro Giovanni XXII (ecco perché accolse Michele da Cesena); inoltre nel 1327 partì per una spedizione in Italia, con lo scopo di affermare il possesso della penisola come imperatore. A Ludovico offrì i suoi servigi "dottrinali" Marsilio da Padova, filosofo e scrittore, autore di un'opera, il Defensor pacis, che gli era costata la condanna del papa nel 1327. Il magister accompagnò personalmente l'imperatore nella sua spedizione romana. Entrato in Roma nel gennaio del 1328, Ludovico il Bavaro fu incoronato Imperatore dal patrizio Giacomo Sciarra Colonna e il 18 aprile dichiarava deposto per eresia papa Giovanni XXII. L'imperatore convocò quindi un'assemblea di sacerdoti e laici che elesse un nuovo papa: un religioso francescano, noto predicatore di origine reatina, tal Pietro Rainalducci, che prese il nome di Niccolò V. Dopo aver passato quattro mesi a Roma, Rainalducci si ritirò con Ludovico IV a Viterbo (la vita per l'imperatore a Roma incominciava a essere difficile) e quindi giunse a Pisa, nel cui duomo Niccolò V presiedette, il 19 febbraio 1329, una stravagante cerimonia nella quale un fantoccio di paglia rappresentante Giovanni XXII e abbigliato con le vesti pontificie, venne formalmente condannato, degradato e consegnato al braccio secolare.
Naturalmente papa Giovanni XXII scomunicò il Rainalducci, il quale, abbandonato da Ludovico, che era rientrato in Germania disinteressandosi alle sorti del pontefice da lui creato, si recò ad Avignone a implorare il perdono. Giovanni glielo concesse e l'ex antipapa si ritirò in meditazione, e in dignitosa reclusione, nel Palazzo papale della sede pontificia avignonese, dove morì nel 1333.
Giovanni XXII morì il 3 dicembre 1334. La sua salma venne inumata nella Cattedrale di Avignone.
Nel 1793 le sue spoglie furono disperse dai rivoluzionari.

#### Concistori per la creazione di nuovi cardinali
Papa Giovanni XXII durante il suo pontificato ha creato 28 cardinali nel corso di 6 distinti concistori. Di essi, tre furono suoi nipoti: Giacomo de Via e Gaucelme de Jean, nominati nel concistoro del 17 dicembre 1316, e il fratello del primo, Arnaldo de Via, creato cardinale il 20 giugno 1317.

## Questioni dottrinali: il Giudizio delle anime
Giovanni XXII sostenne l'opinione che le anime dei defunti dimoranti "sotto l'altare di Dio" (Apocalisse 6,9) non ricevessero il Giudizio subito dopo la morte, ma venissero ammesse alla piena beatitudine o fossero condannate all'Inferno unicamente dopo il Giudizio Universale. Egli presentò questa sua concezione soprattutto in tre omelie: il 1º novembre e il 15 dicembre 1331 e il 5 gennaio 1332. Nella terza omelia affermò che sia i demoni sia gli uomini riprovati andranno al castigo eterno dell'Inferno solo dopo il Giudizio Universale. Per avvalorare la sua concezione Giovanni XXII redasse nell'anno 1333 anche una dissertazione.
Il re Filippo VI di Francia fece fare un esame dall'Inquisizione. L'esame ebbe inizio il 19 dicembre 1333. Da parte sua anche il Papa convocò una commissione di cardinali e di teologi, che il 3 gennaio 1334 in concistoro lo indusse a dichiarare che avrebbe revocato la sua concezione se essa fosse stata trovata in contrapposizione alla comune dottrina della Chiesa.
Negli ultimi giorni della sua vita scrisse la bolla Ne super his in cui ritrattava la sua dottrina. Morì il giorno dopo averla completata. Il documento fu ritrovato e successivamente emanato dal suo successore papa Benedetto XII.
Oggi la Chiesa cattolica ritiene che Giovanni XXII parlasse esprimendo un'opinione personale e non ex cathedra. La sua dottrina sul Giudizio delle anime è stata recentemente riconsiderata in un saggio del filosofo Andrea Vaccaro.

## Papa Giovanni XXII nella letteratura
Papa Giovanni XXII viene citato due volte da Dante Alighieri nella Divina Commedia e precisamente nella cantica del Paradiso:
(Dante Alighieri, Divina Commedia, Par., XVIII, 130-136)
(Dante Alighieri, Divina Commedia, Par., XXVII, 58-60)
Dal canto suo, Umberto Eco ambienta il suo Il Nome della Rosa proprio all'epoca del pontificato di Giovanni XXII, mettendo in bocca ad alcuni suoi personaggi diversi improperi rivolti al pontefice. L'autore in tal modo esprime come la controversia tra il papa e i francescani fosse molto sentita e radicata tra le persone coinvolte nella causa.
Un possibile piano di lettura de Il Nome della Rosa vede questa controversia come un'allegoria delle vicende italiane contemporanee o di poco precedenti all'uscita del libro, gli anni di piombo: papa Giovanni XXII e la corte avignonese a rappresentare i conservatori, Ubertino da Casale e i francescani nel ruolo dei riformisti, Fra Dolcino e i movimenti ereticali in quello dei gruppi, armati e no, legati all'area extraparlamentare.

## Papa Giovanni XXII e il vino francese Châteauneuf-du-pape
Si deve a papa Giovanni XXII l'impianto delle colture dei vitigni che portarono alla produzione del famoso vino francese Châteauneuf-du-pape AOC. Fu lui ad assegnare gli appezzamenti per le vigne ad alcuni vignaioli che aveva condotto con sé da Cahors. Costoro recuperarono alcuni appezzamenti lasciati dai templari cacciati da Filippo il Bello e costruirono le fondamenta che permisero lo sviluppo del vino Châteauneuf-du-pape. I successori avignonesi di papa Giovanni XXII apprezzarono molto il vino ivi prodotto, facilitandone la produzione e il commercio.

## Successione apostolica
La successione apostolica è:
- Vescovo Richard Ledred, O.F.M. (1317)
- Vescovo Gérard Roger (1317)
- Vescovo Pietro V di Pesaro, O.F.M. (1317)
- Arcivescovo William Melton (1317)
- Vescovo Pierre d'Olargues, O.S.B. (1317)
- Vescovo Francesco Silvestri (1318)
- Arcivescovo Pietro Aureolo, O.F.M. (1321)
- Vescovo Arnaud Sabatier (1322)
- Vescovo Pierre de Piret, O.P. (1328)
- Cardinale Hélie de Talleyrand-Périgord (1328)
- Arcivescovo Bertrand de La Chapelle (1328)
- Patriarca Pietro della Palude, O.P. (1329)
- Vescovo Nikolaus von Frauenfeld (1334)